# Graham Vearncombe
Graham Vearncombe (Cardiff, 28 marzo 1934 – Hartford, 30 novembre 1992) è stato un calciatore gallese, di ruolo portiere.

## Palmarès

### Club

#### Competizioni nazionali
- Coppa del Galles: 3

Cardiff City: 1955-1956, 1958-1959, 1963-1964